# Jean Daniel (homme politique)
Pour les articles homonymes, voir Daniel.
Jean Marie Louis Daniel, dit Jean Daniel, né le 20 août 1847 à Indre (Loire-Atlantique) et mort 7 décembre 1909 à Paris, est un ouvrier mécanicien modeleur, militant blanquiste et homme politique français.

## Biographie
Né en 1847, Jean Daniel est élevé par son père Charles Daniel et sa mère Marie Michelle Mesdon. À vingt ans, il s'engage comme soldat à la 2e compagnie d'ouvriers d'artillerie tout en militant en parallèle dans les groupes blanquistes.
En 1875, il participe à la grèves ouvrière à Bordeaux déclenchée par l'affichage d'un nouveau règlement d'assurance contre les accidents. Une fois la grève terminée, il déménage à Paris pour trouver du travail. Dès son arrivée, il adhère au Parti ouvrier français (POF) avant de le quitter pour aider à la création du Comité révolutionnaire central (CRC), mouvement de la faction blanquiste avec Émile Eudes et Édouard Vaillant. En 1881, il organise la grève des menuisiers mais est aussitôt viré de son emploi puis en janvier 1884, il devient délégué de la "Commission des ouvriers sans travail".